# Wojsław

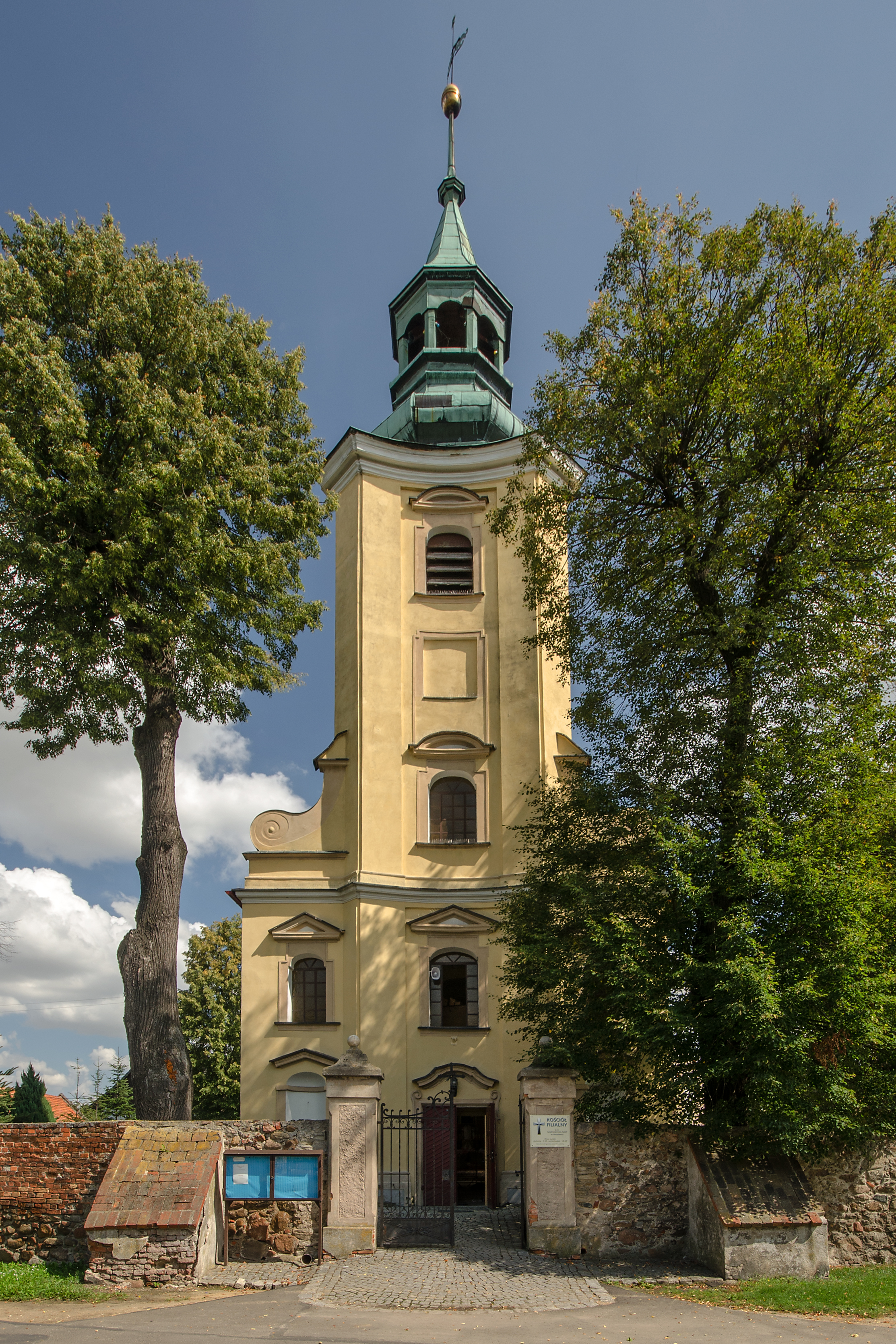
Allerheiligenkirche

Wojsław (deutsch Woisselsdorf) ist ein Dorf in der Gemeinde Grodków (Grottkau) in der Woiwodschaft Opole in Polen.

## Geographie

### Geographische Lage
Das Angerdorf Wojsław liegt im Westen der historischen Region Oberschlesien im Grottkauer Land. Wojsław liegt sechs Kilometer nordwestlich vom Gemeindesitz Grodków, etwa 23 Kilometer südwestlich der Kreisstadt Brzeg (Brieg) und etwa 40 Kilometer westlich der Woiwodschaftshauptstadt Oppeln. 
Wojsław liegt in der Nizina Śląska (Schlesische Tiefebene) innerhalb der Równina Grodkowska (Grottkauer Ebene). Am Ort führt die Woiwodschaftsstraße Droga wojewódzka 401 vorbei. Durch Wierzbnik fließt der Konradswaldauer Bach (Przyleski Potok). 

### Nachbarorte
Nachbarorte von Wojsław sind im Norden Kolnica  (Lichtenberg), im Osten Polana  (Ebenau), im Südosten Grodków (Grottkau) und im Westen Lubcz (Leuppusch).

## Geschichte
Woisselsdorf wurde 1250 als Siedlung nach deutschem Recht gegründet. Der Ortsname leitet sich vom Gründer des Dorfes ab, das Dorf des Woislaw. 1315 wurde der Ort als Woysli villa erwähnt. 1343 wurde „Woyslai villa“ von der Stadt Grottkau erworben, mit der es ein Jahr später an das geistliche Fürstentum Neisse gelangte. 1344 erwarb das Kloster Kamenz Rechte im Neisser Fürstentum. Dadurch musste mehrere Dörfer im Grottkauischen, u. a. Woisselsdorf, ihren Zehnt an das Kloster abführen. 1374 hatte Johannes von Rohrau Besitz in Woisseldorf. Nach dem Registrum Wratislaviense (Breslauer Register) für die Jahre 1421–1425 war „Woyslendorf“ weiterhin im Besitz eines Herrn Rohrau, der die Einkünfte auf Lebenszeit bezog. 1579 gehörte es den Breslauer Vikarien.
Nach dem Ersten Schlesischen Krieg 1742 fiel Woisselsdorf zusammen mit dem Fürstentum Neisse an Preußen. Nach der Neuorganisation der Provinz Schlesien gehörte die Landgemeinde Woisselsdorf ab 1816 zum Landkreis Grottkau im Regierungsbezirk Oppeln.
1840 wird im Dorf ein Schulgebäude erbaut. 1845 bestanden im Dorf eine katholische Kirche, eine katholische Schule, eine Brennerei und 76 weitere Häuser. Im gleichen Jahr lebten in Woisseldorf 470 Menschen, davon sieben evangelisch. 1855 lebten in Woisselsdorf 467 Menschen. 1865 bestanden im Ort 16 Bauern-, zwei Halbbauern-, 15 Gärtner- und 20 Häuslerstellen. Die einklassige katholische Schule wurde im gleichen Jahr von 80 Schülern besucht. 1874 wurde der Amtsbezirk Lichtenberg gegründet, welcher aus den Landgemeinden Herzogswalde, Lichtenberg und Woisselsdorf und den Gutsbezirken Herzogswalde und Herzogswalde (Sorgau) bestand. 1885 zählte Woisselsdorf 433 Einwohner.
1933 zählte die Ortschaft 304 und 1939 dann 314 Einwohner. Bis Kriegsende 1945 gehörte der Ort zum Landkreis Grottkau.
Als Folge des Zweiten Weltkriegs fiel Woisselsdorf 1945 wie der größte Teil Schlesiens unter polnische Verwaltung. Nachfolgend wurde es in Wojsław umbenannt und der Woiwodschaft Schlesien angeschlossen. 1950 wurde es der Woiwodschaft Oppeln eingegliedert. 1999 kam der Ort zum neu gegründeten Powiat Brzeski (Kreis Brieg).

## Sehenswürdigkeiten
- Die Allerheiligenkirche (poln. kościół Wszystkich Świętych) wurde in der ersten Hälfte des 16. Jahrhunderts erbaut. Der Hochaltar stammt von 1800. Die Kirche ist umgeben von einer steinernen Mauer, die vermutlich aus dem 16. Jahrhundert stammt.[9] Seit 1966 steht das Kirchengebäude unter Denkmalschutz.[10] Zwischen 2003 und 2009 wurde die Kirche saniert.[11]
- Das Denkmal für die Gefallenen des Ersten Weltkriegs wurde nach 1945 weitestgehend entfernt. Erhalten hat sich ein Steinfragment mit der Aufschrift Unseren Gefallenen Helden.[11]
- Sühnekreuz
- Bildstock

## Vereine
- Fußballverein LZS Wojsław